# イクチオタイタン
イクチオタイタン（学名：Ichthyotitan）またはイクチオティタンは、イギリスに分布する上部三畳系レーティアン階から化石が産出した、大型の魚竜の属。上角骨が報告されており、ショニサウルスのような他の後期三畳紀の魚竜の体形を仮定すると、推定全長は約25メートルに達する。タイプ種イクチオタイタン・セベルネンシス（Ichthyotitan severnensis）が知られており、属名は本属の体サイズ、種小名はホロタイプ標本が産出したセヴァーン川の三角江に由来する。

## 発見と命名

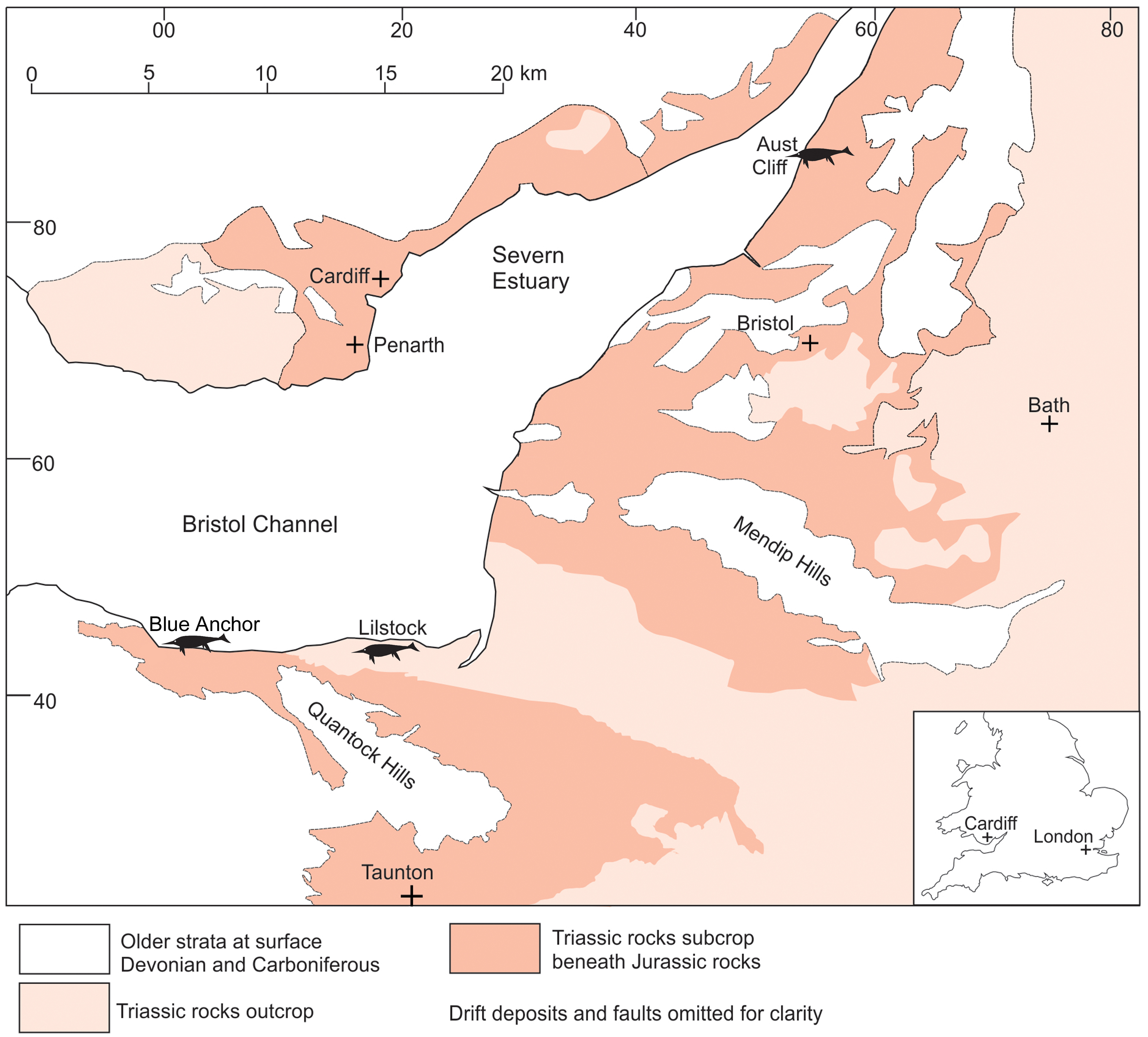
グレートブリテン島西部のブリストル海峡周辺域における三畳紀の地層と魚竜化石産地の分布。イクチオタイタンの化石はリルストックやセヴァーン川河口で発見されている。

### リルストック標本
後にイクチオタイタンに分類された最初の標本BRSMG Cg2488（リルストック標本）は、2016年5月に研究者兼化石収集家のPaul de la Salleにより、サマセットのリルストック付近に分布するウェストバリー層から発見されたものである。発見された部位は長さ約1メートルにおよぶ部分的な左上角骨であった。2018年にディーン・ロマックスを筆頭とする研究チームは本標本をシャスタサウルス科のものとして同定した。これに伴い、グロスタシャーのAust Cliffで産出した従来恐竜あるいは大型陸棲主竜類と考えられていた脊椎動物化石についても、当時の大型魚竜であるという再解釈を発表した。
リルストック付近からは別の大型魚竜の顎の断片化石も産出しているが、これはプライベートコレクションに保管されており、イクチオタイタンの命名時点で未記載である。

### ホロタイプ標本
イクチオタイタンのホロタイプ標本BRSMG Cg3178は、サマセットのブルーアンカー付近のウェストバリー層から派遣された化石である。2020年5月28日、当時11歳の少女ルビー・レイノルズが化石収集家の父親ジャスティン・レイノルズとブルーアンカーの海岸で化石を探していたところ、最初の断片を発見するに至った。彼らは魚竜化石の文献調査を行い、2018年に大型魚竜を報告していたディーン・ロマックスに連絡を取った。ロマックスがPaul de la Salleに連絡を取ったのち、研究チームは2022年10月16日にかけて化石を発掘し、同年に上角骨の既知の部分が復元された。当該の骨は破損しているが、完全であれば全体で2メートルを上回ったと推定されている。
ホロタイプ標本はリルストックの標本よりも完全な右上角骨から構成されており、いくつかの断片は角骨に属する可能性がある。骨組織学的特徴から当該固体は成長途中の亜成体あるいは若い成体であったと見られる。また二枚貝をはじめとする生物に骨格が被覆されており、腐肉食者により消費された痕跡も存在する。
Lomax et al. (2024)はBRSMG Cg3178 and BRSMG Cg2488に基づき、おそらくシャスタサウルス科に属するであろう新属新種の魚竜としてIchthyotitan severnensisを記載した。属名Ichthyotitanはギリシア語で魚を意味するἰχθύς (ichthys)と「巨人」を意味するギリシア語の接尾辞-τιτάν (-titan)を組み合わせたものである。種小名severnensisはタイプ産地付近に位置するセヴァーン川の三角江を反映している。

### 他の潜在的な標本
イクチオタイタンと同様の時代に生息した大型魚竜の断片的な化石は、ドイツのボネンブルグやフランスのオータンやCuers (en) から報告されている。Cuersの標本は2つの異なる発掘調査で発見された2個の断片が知られているが、単一固体に由来すると考えられている。前上顎骨と思われる小型の吻部の断片（MHNTV PAL-1-10/2012）と長い下顎の断片（MHNTV PAL-2/2010）、そして両者の標本番号に関連した椎体と肋骨の断片が知られている。当初はシャスタサウルス科に類似するとされ、ショニサウルスやヒマラヤサウルスのような平坦な椎体と、シャスタサウルスに類似した溝の中に配列した歯列を有するとされた 。顎の後側の形態は発見当時において固有のものと考えられていたが、のちにイクチオタイタンの標本と関連付けられるようになった。

## 特徴
イクチオタイタンはレーティアン階から知られる唯一のシャスタサウルス科の大型魚竜であり、その化石記録は近縁属の約1300万年後のものである。この系統は三畳紀-ジュラ紀の絶滅事変に際して絶滅したと考えられており、その後の魚竜類が同等の体サイズに到達することは無かった。

### サイズ推定

推定されるイクチオタイタンとヒトの体サイズ比較

イクチオタイタンは化石が断片的であるため体サイズの推定が難しいが、明らかに非常に大型の動物であった。リルストック産の上角骨とShastasaurus sikanniensisの上角骨との直接比較によれば、リルストック産魚竜の全長は後者を25%上回る約26メートルとなり、シロナガスクジラに匹敵した。ベサノサウルスと比較した下顎のcoronoid processにおける高さに基づいたスケーリングでは、推定全長は22メートルとなった。しかし、イクチオタイタンを記載した2024年の研究では、coronoid processがMAME（外下顎内転筋）の突起と誤認されていたためベサノサウルスのスケーリングが不正確であると指摘された。イクチオタイタンのホロタイプ標本の外下顎内転筋突起の位置をベサノサウルスのものと比較した結果、推定全長は約25メートルに修正された。これにより、これまでに記載された最大級の海製爬虫類の1つとなった。

### 解剖学的特徴
イクチオタイタンの上角骨の特徴は本属を他のシャスタサウルス科から隔てている。上角骨はその後端においてへら状であり、約90°の角度で上に向いている。これはリルストックの標本とホロタイプ標本とで共通しており、また化石の形成過程で生じる歪みは除外されている。これに対し、他のシャスタサウルス科魚竜はより曲率が小さい。筋肉の付着部として広範な外下顎内転筋突起が存在し、またその後側に位置する別の薄い突起は内側で垂直な稜と溝を持つ。後者の薄い突起の特徴はCuersの標本でも報告されている。
coronoid processがショニサウルスと比較して左右方向に発達しない一方で、シャフトはその位置において長方形でなく亜円形の断面を示す。保存が良好でないものの、上角骨の前側部は外側に溝が存在しており、これはCuersの標本にも観察されるfossa surangularis（上角骨の窪み）と見られている。
ホロタイプ標本では、Cymbospondylus youngorumとの比較から角骨に対応すると考えられる骨片も発見されている。上角骨と角骨との間で1本の縫合線と見られる構造が存在するものの、縫合線はcoronoid processの前側部で消失している。この特徴はAust Cliffの標本の1つにも観察され、また保存が良好でないもののリルストック標本にも見られると考えられている。またホロタイプ標本においては骨組織の構造が角骨と上角骨とで連続しており、細胞構造の断絶や、中間に形成された基質などが存在しないことが確認されている。これらを踏まえ、生前において角骨と上角骨は癒合していたと推測されている。こうした癒合は魚竜の中でも特異的であり、イクチオタイタンは独自の個体成長戦略により脊椎動物の体サイズに関する生物学的限界に近づいた可能性が考えられている。

## 古環境

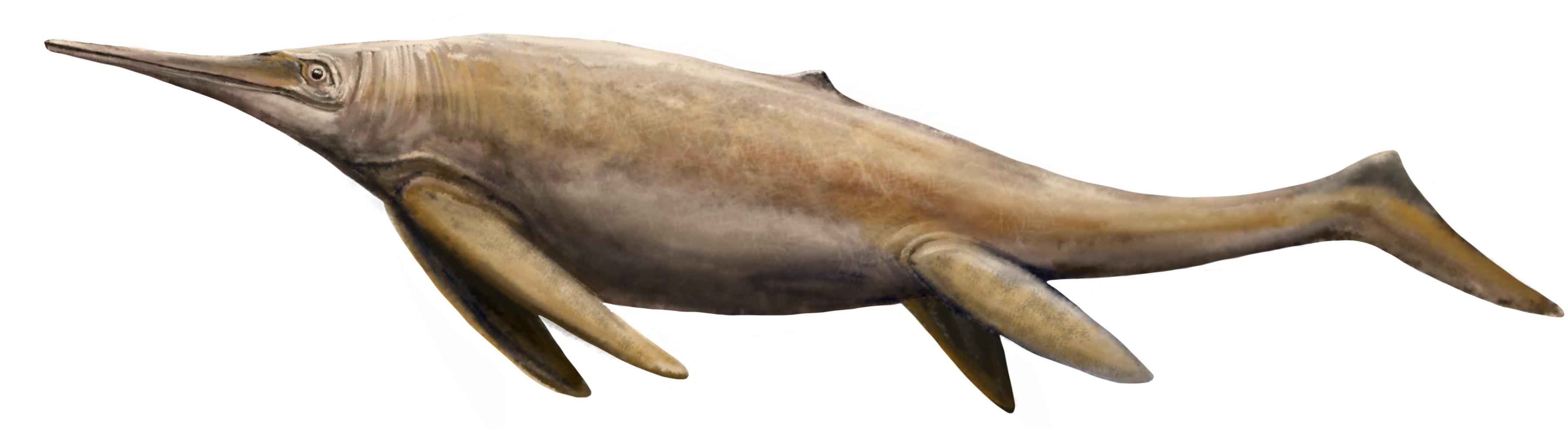
思弁的な復元図

より古い研究でシャスタサウルス科は吸引摂食者であることが提唱されていたが、より新しい研究で吸引摂食に適した顎の輪郭を持たないことが示唆された。これは彼らの舌骨が短くかつ狭く、そのような摂食行動を取った際に生じる力に耐えられないため、またショニサウルスのようないくつかの種が軟体動物の貝殻や脊椎動物の胃内容物や頑丈な裂肉歯状の歯を持つためである。
イクチオタイタンは現生のシャチと同様の方法で他の海棲爬虫類を含む獲物を狩る捕食者であったと考えられている。これは三畳紀の海洋における食物網が豊かであったことの証拠とされる。新たに進化したプランクトンが食物網を構築し、シャスタサウルス科は三畳紀末の絶滅で姿を消すまで張寧したと見られる。また彼らの化石は希少であるが、これは遺骸の埋没に先んじた腐肉食動物による影響が考えられている。